# Marginell konsumtionsbenägenhet
Den marginella konsumtionsbenägenheten (engelska: marginal propensity to consume, MPC) används inom nationalekonomi som ett mått på hur mycket konsumtionen ökar när den disponibla inkomsten ökar.

Tillsammans med den autonoma aggregerade efterfrågan (AD) kan den hjälpa att bestämma BNP jämvikten i den Keynesianska korsmodellen. 
Den marginella utgiftsbenägenheten är även central för att bestämma multiplikatoreffekten som används för att beräkna hur mycket den totala ökningen av BNP då aggregerad efterfrågan ökar.